# 乃门他拉水库
乃门他拉水库是中国内蒙古自治区通辽市科尔沁左翼中旗境内的一座水库，位于新开河上，建于1958年。水库正常库容为480万立方米，海拔为188米。